# Plessis-Saint-Benoist
Plessis-Saint-Benoist település Franciaországban, Essonne megyében. Lakosainak száma 327 fő (2022. január 1.). Plessis-Saint-Benoist Richarville, Authon-la-Plaine, Boutervilliers, Chalo-Saint-Mars, Mérobert és Saint-Escobille községekkel határos.

## Népesség
A település népességének változása:
| Lakosok száma | 311  | 317  | 320  | 330  | 330  | 337  | 331  | 329  | 327  |
|               | 2013 | 2015 | 2016 | 2017 | 2018 | 2019 | 2020 | 2021 | 2022 |